# Chowlihalli, Chitradurga
Chowlihalli là một làng thuộc tehsil Chitradurga, huyện Chitradurga, bang Karnataka, Ấn Độ.